# 台州晚报
《台州晚报》是浙江台州日报社主办的一份报纸，创办于1999年11月8日，2000年元旦正式发行。2006年1月1日改为早上出报。
曾因报道《电动车上牌，乱收费吗？》与当地的椒江交警大队发生严重冲突，此事在当时国内有较大的反响。